# Mokoritto
Mokoritto (ros. Мокоритто) – rzeka w Rosji w Kraju Krasnojarskim. Jej długość wynosi 310 km, powierzchnia dorzecza 4500 km². Uchodzi do Piasiny jako jej lewy dopływ. Płynie wzdłuż zachodniej krawędzi Niziny Północnosyberyjskiej. W dolnym biegu silnie meandruje. 
Rzeka jest zasilana przez opady.